# Барселуш
Барселуш (на португалски: Barcelos; (португ. произношение: [bɐɾˈsɛluʃ]  ( чуйте)) e град в Португалия, център на едноименна община в състава на окръг Брага. Според данни от 2001 година градът има население от 20,6 хил. жители, а общината, чийто център е, има население от 123,8 хил. души.
Барселуш е част от Мрежата за креативни градове на ЮНЕСКО като град на занаятите и народните изкуства.